# Siya Kolisi
Siya Kolisi (ur. 16 czerwca 1991 r. w Port Elizabeth) – południowoafrykański rugbysta występujący na pozycji rwacza. Reprezentant kraju, dwukrotny uczestnik pucharu świata, w 2019 roku kapitan drużyny mistrzów świata. 

## Młodość
Kolisi wychowywał się w township Zwide, biednym przedmieściu Port Elizabeth. Za przykładem swoich krewnych w wieku siedmiu bądź ośmiu lat rozpoczął treningi w miejscowym klubie African Bombers. Uczęszczał do lokalnej Emsengeni Primary School, jednak kiedy miał 12 lat został zauważony podczas międzyszkolnego turnieju rugby. W efekcie zaproponowano mu stypendium i miejsce w renomowanej szkole w Port Elizabeth, Grey Junior School. Kolisi został wówczas pierwszym uczeniem objętym programem dla dzieci z niezamożnych rodzin ufundowanym przez absolwenta Grey School, Vincenta Maia. Kiedy w siódmej klasie rozpoczął naukę w Grey School, niemalże nie mówił po angielsku, a jedynie w xhosa.
Bezpośrednio po przenosinach do Grey Kolisi z powodzeniem wziął udział w naborze do młodzieżowych drużyn regionalnego zespołu Eastern Province. W czasie testów grał w bokserkach, jako że nie było go stać na sportowe spodenki. Początkowo występował na pozycji filara, następnie został przeniesiony na skrzydło, by ostatecznie zająć pozycję w trzeciej linii młyna. Ukończył Grey Junior i dostał się do Grey High School. Jako 15-latek występował zarówno w drużynie szkolnej, jak i – w tajemnicy przed nauczycielami – w barwach African Bombers. Niejednokrotnie brał udział w kilku meczach w ciągu jednego dnia, grając w kilku grupach wiekowych. Mniej więcej w tym samym czasie został kapitanem szkolnego zespołu do lat 16, debiutując przy tym w ekipie seniorów w rozgrywkach klubowych. Choć początkowo nie imponował warunkami fizycznymi, w czasie swojego pobytu w Grey School znacznie rozwinął się pod tym względem, dzięki czemu zyskał przydomek „Niedźwiedź”. Pseudonim ten towarzyszył mu także u szczytu kariery zawodowej.
W 2007 roku w barwach Eastern Province brał udział w ogólnokrajowym turnieju Grant Khomo Week dla drużyn do lat 16, w którym ekipa Kolisiego okazała się najlepsza. Rok później uczestniczył w Craven Week U-18, a ponadto debiutował w regularnych międzyprowincjonalnych mistrzostwach RPA do lat 19. W turnieju Craven Week brał udział także w roku 2009.
Po ukończeniu szkoły miał dołączyć do Free State Cheetahs, regionalnego zespołu z Bloemfontein, jednak do transferu nie doszło. Ostatecznie trafił do ekipy Western Province. Po przyjeździe do Kapsztadu Kolisi napotkał kolejną przeszkodę, gdyż początkowo nie posługiwał się językiem Afrikaans, którym w porozumiewano się w drużynie. Już w 2010 roku brał udział w mistrzostwach kraju do lat 19 i 21, w niższej kategorii wiekowej zdobywając tytuł mistrzowski. Rozpoczął też studia na Uniwersytecie Kapsztadzkim, a w 2011 roku znalazł się w szerokim składzie UCT Ikeys na uniwersyteckie mistrzostwa Varsity Cup (ostatecznie nie zagrał w żadnym meczu). W kolejnych dwóch latach (2011 i 2012) w barwach Western Province brał też udział w międzyprowincjonalnych rozgrywkach do lat 21.

## Kariera klubowa
Wciąż będąc zawodnikiem akademii, Kolisi w 2011 debiutował wśród seniorów Western Province w Vodacom Cup, rozgrywkach niższego szczebla, gdzie do zakończenia zmagań wystąpił w sześciu spotkaniach. Debiutował w meczu z Golden Lions. Znalazł się także w składzie drużyny Stormers na rozgrywki Super Rugby, jednak ani razu nie pojawił się na boisku. W drugiej części roku uczestniczył w zawodach Currie Cup, gdzie rozegrał dalszych 13 meczów. W kolejnym roku Kolisi był jednym z odkryć w Super Rugby. W barwach Stormers wystąpił w 16 meczach (przy czym tylko w jednym jako zmiennik), niestety już w pierwszym sierpniowym spotkaniu Currie Cup doznał kontuzji (złamanie kciuka). Uraz ten oznaczał dla młodego rwacza koniec sezonu, w którym pozostali członkowie zespołu Western Province sięgnęli po słynne trofeum.
Po powrocie do zdrowia Kolisi uczestniczył zarówno w zmaganiach Super Rugby, jak i w spotkaniach w Currie Cup – w krajowych rozgrywkach wraz z ekipą Western Province dotarł do wielkiego finału, w którym niespodziewanie triumfowali Sharks z Durbanu. W późniejszych latach wychowanek African Bombers pozostawał jednym z ważniejszych ogniw Stormers – poczynając od roku 2012 w siedmiu kolejnych sezonach rozegrał dwucyfrową liczbę meczów w Super Rugby. W roku 2015 przedłużył swój kontrakt z zespołem z Kapsztadu, zaś niespełna dwa lata później został jego kapitanem. Stormers w roku 2015 po sezonie zasadniczym okazali się najlepsi w konferencji południowoafrykańskiej (trzeci w ogóle), jednak już w pierwszej rundzie fazy pucharowej odpadli po porażce z Australijczykami z Brumbies. Zbliżony przebieg w wykonaniu drużyny Kolisiego miały także dwa kolejne sezony. W roku 2016 po zajęciu wśród zespołów z RPA miejsce drugie (za Lions), a w zbiorczej tabeli trzecie, kapsztadzki zespół w ćwierćfinale spotkał się z Chiefs z Nowej Zelandii, którym uległ aż 21:60. W Super Rugby 2017 Stormers powtórzyli wyczyn sprzed roku, tak w zakresie pierwszego etapu sezonu, jak i jeśli chodzi o rundę play-off, gdzie po raz trzeci z rzędu zakończyli zmagania na ćwierćfinałach (po raz drugi z rzędu po porażce z Chiefs).
Po trzech stosunkowo udanych sezonach dowodzona przez Kolisiego drużyna zanotowała spadek formy i w roku 2018 nie zdołała awansować do fazy pucharowej rozgrywek. Rok później Stormers zajęli ostatnie, piąte miejsce w dywizji południowoafrykańskiej. Sam pochodzący ze Zwide zawodnik w majowym spotkaniu z Highlanders doznał kontuzji kolana, która wykluczyła go z końcowej fazy sezonu. Do gry powrócił w sierpniu, kiedy w ramach rekonwalescencji rozegrał w barwach Western Province swój pierwszy od pięciu lat mecz w Currie Cup. Pod koniec 2019 roku przedłużył swój kontrakt z zespołem z Kapsztadu o kolejne dwa lata.

## Kariera reprezentacyjna
Do drużyny narodowej Kolisi po raz pierwszy został powołany w 2008 roku, kiedy trafił do reprezentacji U-18 (SA Schools); występował w niej także w kolejnym sezonie. Następnie awansował do drużyny do lat 20, z którą uczestniczył w mistrzostwach świata. W czasie imprezy rozgrywanej w Argentynie reprezentanci RPA zdobyli brązowe medale, wygrywając w meczu o trzecie miejsce z Anglią. Wyniku tego nie udało się powtórzyć rok później, kiedy to „Baby Boks” zajęli piąte miejsce, gromiąc w decydującym meczu Fidżi 104:17. Łącznie na poziomie mistrzostw świata juniorów Kolisi rozegrał osiem meczów, zdobywając dwa przyłożenia.
W 2012 roku 21-letni zawodnik otrzymał powołanie na The Rugby Championship, jednak został wycofany ze składu z uwagi na uraz kciuka. W połowie roku był jednym z młodych graczy zaproszonych do udziału w zgrupowaniu „Springboks” przed serią meczów z reprezentacją Anglii. Ostatecznie na swój debiut przyszło mu czekać do czerwca 2013 roku. Wówczas to już na początku meczu ze Szkocją zmienił Arno Bothę i w ocenie niektórych komentatorów był najlepszym zawodnikiem na boisku. Został wówczas pierwszym reprezentantem kraju wywodzącym się ze Zwide. Do końca roku wystąpił łącznie w dziesięciu spotkaniach, w tym we wszystkich sześciu meczach The Rugby Championship, choć zawsze jako zmiennik.
W sezonie 2014 pozycja rwacza Stormers spadła. Brał udział w zgrupowaniach reprezentacji, znalazł się w składzie na serię spotkań z Walią, w szerokim składzie na The Rugby Championship (choć już nie w ostatecznym składzie), jednak pomimo tego przez cały rok nie zagrał w żadnym meczu. Kolejny występ w kadrze zaliczył dopiero w sierpniu 2015 roku, w ostatnim meczu Rugby Championship przeciw Argentynie. Niedługo później otrzymał od selekcjonera Heyneke Meyera powołanie na Puchar Świata w Rugby 2015. Podczas mistrzostw w Anglii rozegrał dwa spotkania, w obu wchodząc na boisko z ławki rezerwowych. Wystąpił m.in. w sensacyjnie przegranym meczu z Japonią. Ostatecznie reprezentanci RPA turniej zakończyli z brązowymi medalami po zwycięstwie nad rywalami z Argentyny.
Wobec zmiany pokoleniowej po zakończonym pucharze świata (chociażby zakończenie kariery reprezentacyjnej przez Schalka Burgera) Kolisi w czerwcu 2016 roku, w czasie serii spotkań Irlandii zaliczył swój pierwszy mecz w koszulce „Springboks” w podstawowym składzie. Choć odniesiona w 2016 roku kontuzja uniemożliwiła Kolisiemu udział w dorocznym turnieju Rugby Championship, to jednak za kadencji Allistera Coetzeewychowanek African Bombers pozostawał ważnym członkiem drużyny. Dowodem na to było powierzenie mu w 2017 roku funkcji wicekapitana reprezentacji (kapitanem był wówczas Eben Etzebeth). W czerwcu tego samego roku w meczu z Francją Kolisi zdobył swoje pierwsze przyłożenie na arenie międzynarodowej. Od początku meczu wystąpił także we wszystkich sześciu spotkaniach Rugby Championship 2017 oraz w trzech listopadowych testmeczach.
Po tym, jak w 2018 roku po serii rozczarowujących wyników miejsce Coetzee zajął Rassie Erasmus, Kolisi został mianowany kapitanem reprezentacji. Został wówczas pierwszym czarnoskórym graczem, który dostąpił tego zaszczytu, stając się niejako symbolem zmieniającego się oblicza rugby w Południowej Afryce. Do końca roku rozegrał w kadrze 13 spotkań, wszystkie w pierwszym składzie, jak również wystąpił w barwach Barbarians – Argentyna. Rok później w skróconych z uwagi na puchar świata rozgrywkach Rugby Championship zawodnicy RPA wygrali dwa spotkania (z Australią i Argentyną), remisując mecz z Nową Zelandią, dzięki czemu sięgnęli po końcowe trofeum po raz pierwszy od edycji w 2009 roku. Wkrótce po zakończeniu rozgrywek Kolisi został uwzględniony w składzie na rozpoczynający się we wrześniu 2019 roku puchar świata w Japonii. Mimo porażki w meczu otwarcia z ekipą „All Blacks”, Południowoafrykańczycy awansowali do fazy pucharowej. W ćwierćfinale pokonali drużynę gospodarzy. Dwa tygodnie później, 2 listopada, reprezentacja Południowej Afryki sięgnęła po trzeci w swojej historii tytuł mistrzów świata, pokonując w Jokohamie Anglię 32:12. Dla Kolisiego był to 50. mecz w karierze reprezentacyjnej

### Statystyki
Stan na dzień 2 listopada 2019 r.
Występy na arenie międzynarodowej
| Drużyna narodowa  | Rok  | Mecze | Punkty |
| ----------------- | ---- | ----- | ------ |
| Południowa Afryka | 2013 | 10    | 0      |
| Południowa Afryka | 2014 | —     | —      |
| Południowa Afryka | 2015 | 3     | 0      |
| Południowa Afryka | 2016 | 3     | 0      |
| Południowa Afryka | 2017 | 12    | 20     |
| Południowa Afryka | 2018 | 13    | 5      |
| Południowa Afryka | 2019 | 9     | 5      |
| Suma              | Suma | 50    | 30     |

Przyłożenia na arenie międzynarodowej
| Lp. | Data             | Miejsce                                    | Przeciwnik | Rozgrywki                   |
| --- | ---------------- | ------------------------------------------ | ---------- | --------------------------- |
| 1.  | 17 czerwca 2017  | Kings Park Stadium, Durban                 | Francja    | mecz testowy                |
| 2.  | 19 sierpnia 2017 | Nelson Mandela Bay Stadium, Port Elizabeth | Argentyna  | The Rugby Championship 2017 |
| 3.  | 26 sierpnia 2017 | Estadio Padre Ernesto Martearena, Salta    | Argentyna  | The Rugby Championship 2017 |
| 4.  | 26 sierpnia 2017 | Estadio Padre Ernesto Martearena, Salta    | Argentyna  | The Rugby Championship 2017 |
| 5.  | 25 sierpnia 2018 | Estadio Malvinas Argentinas, Mendoza       | Argentyna  | The Rugby Championship 2018 |
| 6.  | 28 września 2019 | Stadion Toyota, Toyota                     | Namibia    | Puchar Świata w Rugby 2019  |

## Życie osobiste
W momencie urodzenia Siyi jego matka Phakama miała 16 lat, zaś ojciec Fezakele 18. Oboje uczęszczali jeszcze do szkoły. Ojciec Kolisiego nie uczestniczył w jego wychowaniu, to zaś przejęła jego rodzina, w szczególności Nolulamile – jego matka a babka Siyi. Dorastał w biedzie, mieszkając w pięć osób w dwupokojowym domu. W rodzinie nierzadko brakowało jedzenia, zaś przyszły rugbysta nie posiadał zabawek czy choćby własnego łóżka. Gdy miał kilkanaście lat niedługo po sobie zmarły trzy najbliższe mu osoby: babka, ciotka i matka.
Kolisi związał się z Rachel Smith, pochodzącą z Grahamstown specjalistką do spraw marketingu. Para wzięła ślub w 2016 roku. Rok wcześniej na świat przyszedł ich syn Nicholas, zaś w 2017 roku córka Keziah. Ponadto w 2014 roku Siya adoptował swoje przyrodnie rodzeństwo – brata Liyemę i siostrę Liphelo młodszych odpowiednio o 12 i 17 lat – które po śmierci ich wspólnej matki z uwagi na sytuację materialną trafiło do rodzin zastępczych.
Ojciec Siyi, podobnie jak jego wujkowie, grywał w rugby; występował na pozycji środkowego ataku.
Kolisi jest zadeklarowanym chrześcijaninem
W kwietniu 2020 roku powołał do życia fundację, której pierwszym działaniem była pomoc ludności RPA podczas pandemii COVID-19.